# Himerometra bartschi
Himerometra bartschi is een haarster uit de familie Himerometridae.
De wetenschappelijke naam van de soort werd in 1908 gepubliceerd door Austin Hobart Clark.